# Stormtroopers of Death
Stormtrupers ov det (engl. Stormtroopers of Death) ili kraće S.O.D. je bio američki krosover treš metal bend iz Njujorka.

## O bendu
Osnovao ga je 1985. godine Skot Ijan, gitarista Antraksa, te su se bendu pridružili bubnjar Čarli Benante, basista Den Lajlker, te pevač Bili Milano. Smatraju se jednim od prvih krosover bendova u metalu i hardkor panku. Zbog uvredljivog humora u svojim pesmama, često su bili na meti kritičara. Prvi studijski album Speak English or Die objavili su 1985., a drugi, ujedno i poslednji Bigger Then the Devil 1999. godine. Uz to, objavili su i jedan album uživo, te jednu kompilaciju, prije nego što su 2007. objavili da prekidaju s radom.

## Članovi benda
- Skot Ijan - gitara
- Den Lajlker - bas gitara
- Čarli Benante - bubnjevi
- Bili Milano - vokal

## Diskografija
- (studijski, 1985)
- (uživo, 1992)
- (studijski, 1999)
- (kompilacija, 2007)

## Spoljašnje veze
- Zvanična prezentacija benda